# Portugal no Festival Olímpico da Juventude Europeia de Verão de 2025
Portugal competiu no Festival Olímpico da Juventude Europeia de Verão de 2025 em Skopje, na Macedónia do Norte. Os atletas portugueses têm competido em todas as edições do Festival Olímpico da Juventude Europeia de Verão desde a estreia de Portugal no Festival Olímpico da Juventude Europeia de Verão de 1991 em Bruxelas, na Bélgica. Vão estar em competição, entre 20 e 26 de julho de 2025, 68 atletas em 11 modalidades.
Portugal obteve no total da sua participação no Festival Olímpico da Juventude Europeia de 2025, em Skopje, na Macedónia do Norte um total de 5 medalhas: 3 de Bronze, 1 de prata e 1 de ouro e o 30º lugar no medalheiro. Esta participação representa o terceiro melhor resultado na competição a seguir às participações de Portugal no FOJE de Verão de Paris 2003 (8º lugar; 7 medalhas) e do FOJE de Verão de Lignano Sabbiadoro 2005 (14º lugar; 9 medalhas).

## Atletas e Modalidades

### Calendário
O calendário do Comité Olímpico de Portugal de eventos e de competições para o Festival Olímpico Europeu da Juventude de Verão de 2025, segundo o calendário da entidade organizadora.
| CA | Cerimónia de Abertura | CE | Cerimónia de Encerramento |  | Evento Competição |

|               | 20 | 21 | 22 | 23 | 24 | 25 | 26 |
| ------------- | -- | -- | -- | -- | -- | -- | -- |
| Cerimónias    | CA |    |    |    |    |    | CE |
| Andebol       |    |    |    |    |    |    |    |
| Atletismo     |    |    |    |    |    |    |    |
| Badminton     |    |    |    |    |    |    |    |
| Canoagem      |    |    |    |    |    |    |    |
| Ciclismo      |    |    |    |    |    |    |    |
| Ginástica     |    |    |    |    |    |    |    |
| Judo          |    |    |    |    |    |    |    |
| Natação       |    |    |    |    |    |    |    |
| Taekwondo     |    |    |    |    |    |    |    |
| Ténis de Mesa |    |    |    |    |    |    |    |
|               | 20 | 21 | 22 | 23 | 24 | 25 | 26 |

|               | 20 | 21 | 22 | 23 | 24 | 25 | 26 |
| ------------- | -- | -- | -- | -- | -- | -- | -- |
| Andebol       | 15 | 15 | 15 | 15 | 15 | 15 | 15 |
| Atletismo     | 17 | 17 | 17 | 15 | 15 | 14 | 7  |
| Badminton     | 2  | 2  | 2  | 2  | 2  |    |    |
| Canoagem      | 3  | 3  | 3  | 3  | 3  |    |    |
| Ciclismo      | 8  | 8  | 8  | 8  | 6  |    |    |
| Ginástica     | 2  | 2  | 2  | 2  |    |    |    |
| Judo          | 9  | 9  | 9  | 9  | 9  | 9  | 8  |
| Natação       | 8  | 8  | 8  | 8  | 8  | 8  |    |
| Taekwondo     | 2  | 2  | 2  | 2  | 2  | 1  |    |
| Ténis de Mesa | 2  | 2  | 2  | 2  | 2  | 1  |    |
| TOTAL         | 68 | 68 | 68 | 66 | 62 | 48 | 30 |

### Atletas
A lista de atletas portugueses qualificados para o FOJE de Inverno de 2025.
| Modalidade    | Homens | Mulheres | Total |
| ------------- | ------ | -------- | ----- |
| Andebol       | 15     | 0        | 15    |
| Atletismo     | 9      | 8        | 17    |
| Badminton     | 1      | 1        | 2     |
| Canoagem      | 2      | 1        | 3     |
| Ciclismo      | 4      | 4        | 8     |
| Ginástica     | 0      | 2        | 2     |
| Judo          | 3      | 6        | 9     |
| Natação       | 4      | 4        | 8     |
| Taekwondo     | 1      | 1        | 2     |
| Ténis de Mesa | 1      | 1        | 2     |
| Modalidade    | 41     | 27       | 68    |

## Conquistas

### Medalhas
Portugal obteve no total da sua participação no Festival Olímpico da Juventude Europeia, 5 medalhas, sendo 3 de Bronze, 1 de prata e 1 de ouro.
| Medalha | Medalha | Atleta           | Modalidade      | Prova                 | Data       |
| ------- | ------- | ---------------- | --------------- | --------------------- | ---------- |
| 1       | Bronze  | Carolina Ventura | Atletismo       | 100m Femininos        | 21-07-2027 |
| 2       | Bronze  | Rodolfo Alecrim  | Natação         | 100m Livre Masculinos | 23-07-2027 |
| 3       | Bronze  | Rodolfo Alecrim  | Natação         | 50m Livre Masculinos  | 24-07-2027 |
| 4       | Prata   | Atletismo        | Afonso Gomes    | 3000m Masculinos      | 25-07-2027 |
| 5       | Ouro    | Atletismo        | Mariana Moreira | 1500m Masculinos      | 26-07-2027 |

#### Recordes nacionais
| Atleta          | Modalidade | Prova                  | Data       |
| --------------- | ---------- | ---------------------- | ---------- |
| Rodolfo Alecrim | Natação    | 100m Livre Masculinos  | 24-07-2027 |
| David Almeida   | Natação    | 100m Bruços Masculinos | 24-07-2027 |

### Recorde Pessoais
| Atleta           | Modalidade | Prova                     | Data       |
| ---------------- | ---------- | ------------------------- | ---------- |
| David Moura      | Atletismo  | 800m Masculinos           | 21-07-2025 |
| Pedro Vieira     | Atletismo  | 110m Barreiras Masculinos | 21-07-2025 |
| Carolina Ventura | Atletismo  | 100m Femininos            | 21-07-2025 |
| Renato Mimoso    | Natação    | 400m Livre Masculinos     | 21-07-2025 |
| Sara Ferreira    | Atletismo  | Heptatlo Feminino         | 22-07-2025 |
| Camila Marcelo   | Natação    | 400m Livre Femininos      | 22-07-2025 |
| Renato Mimoso    | Natação    | 200m Livre Masculinos     | 22-07-2025 |
| Tomás Gonçalves  | Natação    | 200m Livre Masculinos     | 22-07-2025 |
| Rodolfo Alecrim  | Natação    | 100m Livre Masculinos     | 23-07-2025 |
| João Matos       | Atletismo  | Triplo Salto Masculino    | 24-07-2025 |
| Renato Mimoso    | Natação    | 200m Livres Masculinos    | 25-07-2025 |
| Ana Sofia Santos | Atletismo  | 5km Marcha Feminino       | 25-07-2025 |

## Andebol
A participação portuguesa em Skopje na Macedónia do Norte inicia-se a 21 de julho de 2025. Portugal está inserido no Grupo B juntamente com a Noruega, a Alemanha e a Hungria. Os eventos serão realizados no Centro Desportivo Kale, em Skopje. Foram convocados 15 atletas para representar a Equipa de Andebol no FOJE 2025: 
- Alexandre Moreira; André Sousa; Dario Ursu; Erik Vieira; Francisco Cardoso; Gonçalo Oliveira; João Salvador Vieira; Martim Fernandes; Miguel Figueiredo; Rodrigo Machado; Santiago Póvoas; Serafim Marie; Simão Gonçalves; Vasco Conceição; Vicente Almeida.

| Equipa   | Prova             | Fase de Grupos (Grupo B) | Fase de Grupos (Grupo B) | Fase de Grupos (Grupo B) | Fase de Grupos (Grupo B) | Jogo 5/8 Lugar             | Jogo 5/6 Lugar / 7/8 Lugar | Meias Finais          | Final / BM            | Final / BM    |
| Equipa   | Prova             | Adversário/ Resultado    | Adversário/ Resultado    | Adversário/ Resultado    | Pos.                     | Adversário/ Resultado      | Adversário/ Resultado      | Adversário/ Resultado | Adversário/ Resultado | Classificação |
| -------- | ----------------- | ------------------------ | ------------------------ | ------------------------ | ------------------------ | -------------------------- | -------------------------- | --------------------- | --------------------- | ------------- |
| Portugal | Torneio masculino | Noruega V 32-25          | Alemanha D 31-21         | Hungria D 28-35          | 3º lugar                 | Macedônia do Norte V 31-30 | Espanha D 3123-18          | Não se qualificaran   | Não se qualificaran   | 6º lugar      |

Legenda: V = Vitória; D= Derrota
Legenda
| Recorde mundial            | Recorde mundial (World record)                     |                       | Recorde africano                      | Recorde africano (African) |                                           | Q | Classificado por posição (Qualified) |
| Recorde dos Jogos Europeus | Recorde dos Jogos Europeus (European Games record) | Recorde da América    | Recorde da América (Americas)         | q                          | Classificado por melhor tempo (Qualified) |   |                                      |
| Melhor marca do ano        | Melhor marca do ano (World leading)                | Recorde asiático      | Recorde asiático (Asian)              | DNS                        | Não largou (Did not start)                |   |                                      |
| Recorde nacional           | Recorde nacional (National record)                 | Recorde europeu       | Recorde europeu (European)            | DNF                        | Não terminou (Did not finish)             |   |                                      |
| Recorde pessoal            | Recorde pessoal do atleta (Personal best)          | Recorde da Oceania    | Recorde da Oceania (Oceania)          | DSQ / DQ                   | Desclassificado (Disqualified)            |   |                                      |
| Recorde da temporada       | Recorde da temporada do atleta (Season best)       | Recorde sul-americano | Recorde sul-americano (South America) | NM                         | Sem marca (No mark)                       |   |                                      |

## Atletismo
A participação portuguesa em Skopje na Macedónia do Norte inicia-se a 21 de julho de 2025. Portugal terá 17 atletas em competição, 9 do género masculino e 8 do género feminino. Os eventos serão realizados no Estádio Nacional Todor Proeski, em Skopje.

#### Heptatlo
| Atleta        | Prova             | 100m Barreiras | 100m Barreiras | Salto Altura | Salto Altura | Lançamento Peso | Lançamento Peso | 200m          | 200m       | Salto Comprimento | Salto Comprimento | Lançamento Dardo | Lançamento Dardo | 800m      | 800m       | Final     | Final    |
| Atleta        | Prova             | Posição        | Perfomance     | Posição      | Perfomance   | Posição         | Perfomance      | Posição       | Perfomance | Posição           | Perfomance        | Posição          | Perfomance       | Posição   | Perfomance | Pontuação | Posição  |
| Sara Ferreira | Heptatlo Feminino | 1º lugar (S2)  | 1,034          | 7º lugar     | 771          | 11º lugar       | 569             | 1º lugar (S2) | 917        | 1º lugar          | 753               | 15º lugar        | 324              | 12º lugar | 649        | 5017      | 9º lugar |

#### Eventos de Campo
| Atleta       | Prova        | Qualificação | Qualificação | Final      | Final    |
| Atleta       | Prova        | Perfomance   | Posição      | Perfomance | Posição  |
| ------------ | ------------ | ------------ | ------------ | ---------- | -------- |
| Anamar Jorge | Triplo Salto | 11.95        | 10º lugar Q  | 12.43      | 7º lugar |

| Atleta      | Prova                | Qualificação | Qualificação | Final             | Final             |
| Atleta      | Prova                | Perfomance   | Posição      | Perfomance        | Posição           |
| ----------- | -------------------- | ------------ | ------------ | ----------------- | ----------------- |
| Tiago Matos | Salto em Altura      | 1.95         | 16º lugar    | Não se qualificou | Não se qualificou |
| Tiago Matos | Salto em Comprimento | 6.71         | 12º lugar Q  | 6.67              | 11º lugar         |
| João Matos  | Triplo Salto         | 14.92        | 3º lugar Q   | 14.67             | 7º lugar          |

Legenda
| Recorde mundial            | Recorde mundial (World record)                     |                       | Recorde africano                      | Recorde africano (African) |                                           | Q | Classificado por posição (Qualified) |
| Recorde dos Jogos Europeus | Recorde dos Jogos Europeus (European Games record) | Recorde da América    | Recorde da América (Americas)         | q                          | Classificado por melhor tempo (Qualified) |   |                                      |
| Melhor marca do ano        | Melhor marca do ano (World leading)                | Recorde asiático      | Recorde asiático (Asian)              | DNS                        | Não largou (Did not start)                |   |                                      |
| Recorde nacional           | Recorde nacional (National record)                 | Recorde europeu       | Recorde europeu (European)            | DNF                        | Não terminou (Did not finish)             |   |                                      |
| Recorde pessoal            | Recorde pessoal do atleta (Personal best)          | Recorde da Oceania    | Recorde da Oceania (Oceania)          | DSQ / DQ                   | Desclassificado (Disqualified)            |   |                                      |
| Recorde da temporada       | Recorde da temporada do atleta (Season best)       | Recorde sul-americano | Recorde sul-americano (South America) | NM                         | Sem marca (No mark)                       |   |                                      |

#### Eventos de Pista
| Atleta                                                                      | Prova                  | Eliminatórias | Eliminatórias   | Meias-Finais | Meias-Finais    | Final             | Final     |
| Atleta                                                                      | Prova                  | Tempo         | Posição         | Tempo        | Posição         | Tempo             | Posição   |
| --------------------------------------------------------------------------- | ---------------------- | ------------- | --------------- | ------------ | --------------- | ----------------- | --------- |
| Carolina Ventura                                                            | 100m                   | 11.78         | 2º lugar (S4) Q | 11.65        | 3º lugar (S2) Q | 11.56             | Bronze    |
| Margarida Oliveira                                                          | 200m                   | 24.30         | 4º lugar (S3) Q | 24.50        | 6º lugar (S2)   | Não se qualificou | 11º lugar |
| Mariana Moreira                                                             | 1500m                  |               |                 |              |                 | 4:26.48           | Ouro      |
| Maria Jesus                                                                 | 3000m                  |               |                 |              |                 | 9:42.20           | 8º lugar  |
| Madalena Sampaio                                                            | 100m Barreiras         | 13.42         | 1º lugar (S1) Q |              |                 | 13.73             | 6º lugar  |
| Ana Sofia Santos                                                            | 5000m Marcha           |               |                 |              |                 | 24:39.79          | 7º lugar  |
| Margarida Oliveira \| Sara Ferreira \| Carolina Ventura \| Madalena Sampaio | Estafeta 4x400m Medley | 2:10.04       | 2º lugar (S2) Q |              |                 | 2:10.23           | 7º lugar  |

| Atleta                                                        | Prova                  | Eliminatórias | Eliminatórias   | Meias-Finais      | Meias-Finais      | Final               | Final             |
| Atleta                                                        | Prova                  | Tempo         | Posição         | Tempo             | Posição           | Tempo               | Posição           |
| ------------------------------------------------------------- | ---------------------- | ------------- | --------------- | ----------------- | ----------------- | ------------------- | ----------------- |
| David Pereira                                                 | 100m                   | 10.91         | 4º lugar (S3) Q | 10.89             | 8º lugar (S2)     | Não se qualificou   | 16º lugar         |
| David Pereira                                                 | 200m                   | DNF           | DNF             | Não se qualificou | Não se qualificou | Não se qualificou   | Não se qualificou |
| Tiago Dekie                                                   | 400m                   | 49.20         | 4º lugar (S2)   | Não se qualificou | Não se qualificou | Não se qualificou   | 12º lugar         |
| David Moura                                                   | 800m                   | 1:51.73       | 2º lugar Q      |                   |                   | DNF                 | DNF               |
| Afonso Gomes                                                  | 3000m                  |               |                 |                   |                   | 8:24.87             | Prata             |
| Pedro Vieira                                                  | 110m Barreiras         | 13.95         | 5º lugar (S2)   | Não se qualificou | Não se qualificou | Não se qualificou   | 13º lugar         |
| Raphael Pereira                                               | 400m Barreiras         | 55.07         | 4º lugar (S2)   | Não se qualificou | Não se qualificou | Não se qualificou   | 12º lugar         |
| Bernardo Pancas                                               | 2000m Obstáculos       | 6:11.67       | 8º lugar (S1)   | Não se qualificou | Não se qualificou | Não se qualificou   | 17º lugar         |
| David Moura \| Pedro Vieira \| Tiago Dekie \| Raphael Pereira | Estafeta 4x400m Medley | 1:56.64       | 6º lugar (S1)   |                   |                   | Não se qualificaram | 13º lugar         |

| Equipa                                                              | Prova           | Final   | Final    |
| Equipa                                                              | Prova           | Tempo   | Posição  |
| ------------------------------------------------------------------- | --------------- | ------- | -------- |
| Tiago Dekie \| Madalena Sampaio \| Raphael Pereira \| Sara Ferreira | Estafeta 4x400m | 3:34.16 | 5º lugar |

Legenda
| Recorde mundial            | Recorde mundial (World record)                     |                       | Recorde africano                      | Recorde africano (African) |                                           | Q | Classificado por posição (Qualified) |
| Recorde dos Jogos Europeus | Recorde dos Jogos Europeus (European Games record) | Recorde da América    | Recorde da América (Americas)         | q                          | Classificado por melhor tempo (Qualified) |   |                                      |
| Melhor marca do ano        | Melhor marca do ano (World leading)                | Recorde asiático      | Recorde asiático (Asian)              | DNS                        | Não largou (Did not start)                |   |                                      |
| Recorde nacional           | Recorde nacional (National record)                 | Recorde europeu       | Recorde europeu (European)            | DNF                        | Não terminou (Did not finish)             |   |                                      |
| Recorde pessoal            | Recorde pessoal do atleta (Personal best)          | Recorde da Oceania    | Recorde da Oceania (Oceania)          | DSQ / DQ                   | Desclassificado (Disqualified)            |   |                                      |
| Recorde da temporada       | Recorde da temporada do atleta (Season best)       | Recorde sul-americano | Recorde sul-americano (South America) | NM                         | Sem marca (No mark)                       |   |                                      |

## Badminton
A participação portuguesa em Skopje na Macedónia do Norte inicia-se a 21 de julho de 2025. Portugal terá 2 atletas em competição, 1 do género masculino e 1 do género feminino. Os eventos serão realizados na Escola Elementar Nevena Georgieva - Dunja, em Skopje.
| Atleta        | Prova      | Fase de Grupos (Grupo 5) | Fase de Grupos (Grupo 5) | Fase de Grupos (Grupo 5) | Fase de Grupos (Grupo 5) | Fase de Grupos (Grupo 5) | Oitavos Final         | Quartos Final         | Meias Finais          | Final / BM            | Final / BM |
| Atleta        | Prova      | Adversário/ Resultado    | Adversário/ Resultado    | Adversário/ Resultado    | Adversário/ Resultado    | Posição                  | Adversário/ Resultado | Adversário/ Resultado | Adversário/ Resultado | Adversário/ Resultado | Posição    |
| ------------- | ---------- | ------------------------ | ------------------------ | ------------------------ | ------------------------ | ------------------------ | --------------------- | --------------------- | --------------------- | --------------------- | ---------- |
| Maribel Sousa | Singulares | M. M. Anastasiou V 2-0   | U. Ivanauskaite V 2-0    | A. Wasilewska D 0-2      | M. Malkhasyan V 2-0      | 2º lugar Q               | L. Rohl V 2-1         | M. Pranic D 2-1       | Não se qualificou     | Não se qualificou     | 5º lugar   |

| Atleta          | Prova      | Fase de Grupos (Grupo 2) | Fase de Grupos (Grupo 2) | Fase de Grupos (Grupo 2) | Fase de Grupos (Grupo 2) | Oitavos Final         | Quartos Final         | Meias Finais          | Final / BM            | Final / BM |
| Atleta          | Prova      | Adversário/ Resultado    | Adversário/ Resultado    | Adversário/ Resultado    | Posição                  | Adversário/ Resultado | Adversário/ Resultado | Adversário/ Resultado | Adversário/ Resultado | Posição    |
| --------------- | ---------- | ------------------------ | ------------------------ | ------------------------ | ------------------------ | --------------------- | --------------------- | --------------------- | --------------------- | ---------- |
| César Rodrigues | Singulares | Zeno Agai D 2-0          | M. H. Zhang D 2-1        | F. Ding D 2-0            | 4º lugar                 | Não se qualificou     | Não se qualificou     | Não se qualificou     | Não se qualificou     | 17º lugar  |

| Atletas                          | Prova | Ronda 32              | Oitavos Final         | Quartos Final         | Meias Finais          | Final / BM            | Final / BM |
| Atletas                          | Prova | Adversário/ Resultado | Adversário/ Resultado | Adversário/ Resultado | Adversário/ Resultado | Adversário/ Resultado | Posição    |
| -------------------------------- | ----- | --------------------- | --------------------- | --------------------- | --------------------- | --------------------- | ---------- |
| César Rodrigues \| Maribel Sousa | Pares | Zhang/Simma D 1-2     | Não se qualificaram   | Não se qualificaram   | Não se qualificaram   | Não se qualificaram   | 17º lugar  |

Legenda: V = Vitória; D= Derrota
Legenda
| Recorde mundial            | Recorde mundial (World record)                     |                       | Recorde africano                      | Recorde africano (African) |                                           | Q | Classificado por posição (Qualified) |
| Recorde dos Jogos Europeus | Recorde dos Jogos Europeus (European Games record) | Recorde da América    | Recorde da América (Americas)         | q                          | Classificado por melhor tempo (Qualified) |   |                                      |
| Melhor marca do ano        | Melhor marca do ano (World leading)                | Recorde asiático      | Recorde asiático (Asian)              | DNS                        | Não largou (Did not start)                |   |                                      |
| Recorde nacional           | Recorde nacional (National record)                 | Recorde europeu       | Recorde europeu (European)            | DNF                        | Não terminou (Did not finish)             |   |                                      |
| Recorde pessoal            | Recorde pessoal do atleta (Personal best)          | Recorde da Oceania    | Recorde da Oceania (Oceania)          | DSQ / DQ                   | Desclassificado (Disqualified)            |   |                                      |
| Recorde da temporada       | Recorde da temporada do atleta (Season best)       | Recorde sul-americano | Recorde sul-americano (South America) | NM                         | Sem marca (No mark)                       |   |                                      |

## Canoagem

### Slalom
A participação portuguesa em Skopje na Macedónia do Norte inicia-se a 24 de julho de 2025. Portugal terá 3 atletas em competição, 2 do género masculino e 1 do género feminino. Os eventos serão realizados na Sport Center Matka, em Skopje.
| Atletas       | Prova | Eliminatórias | Eliminatórias | Final             | Final             |
| Atletas       | Prova | Perfomance    | Posição       | Tempo             | Posição           |
| ------------- | ----- | ------------- | ------------- | ----------------- | ----------------- |
| Sara Ferreira | K1    | 3:37.18       | 16º lugar     | Não se qualificou | Não se qualificou |

| Atletas          | Prova | Eliminatórias | Eliminatórias | Final             | Final             |
| Atletas          | Prova | Perfomance    | Posição       | Tempo             | Posição           |
| ---------------- | ----- | ------------- | ------------- | ----------------- | ----------------- |
| Manuel Gonçalves | C1    | 2:57.17       | 14º lugar     | Não se qualificou | Não se qualificou |
| Simão César      | K1    | 1:53.16       | 11º lugar Q   | 1:53.11           | 11º lugar         |

Legenda
| Recorde mundial            | Recorde mundial (World record)                     |                       | Recorde africano                      | Recorde africano (African) |                                           | Q | Classificado por posição (Qualified) |
| Recorde dos Jogos Europeus | Recorde dos Jogos Europeus (European Games record) | Recorde da América    | Recorde da América (Americas)         | q                          | Classificado por melhor tempo (Qualified) |   |                                      |
| Melhor marca do ano        | Melhor marca do ano (World leading)                | Recorde asiático      | Recorde asiático (Asian)              | DNS                        | Não largou (Did not start)                |   |                                      |
| Recorde nacional           | Recorde nacional (National record)                 | Recorde europeu       | Recorde europeu (European)            | DNF                        | Não terminou (Did not finish)             |   |                                      |
| Recorde pessoal            | Recorde pessoal do atleta (Personal best)          | Recorde da Oceania    | Recorde da Oceania (Oceania)          | DSQ / DQ                   | Desclassificado (Disqualified)            |   |                                      |
| Recorde da temporada       | Recorde da temporada do atleta (Season best)       | Recorde sul-americano | Recorde sul-americano (South America) | NM                         | Sem marca (No mark)                       |   |                                      |

## Ciclismo
A participação portuguesa em Skopje na Macedónia do Norte inicia-se a 22 de julho de 2025. Portugal terá 8 atletas em competição, 4 do género masculino e 4 do género feminino. Os eventos serão realizados nos arredores e na cidade de Kumanovo, em Kumanovo.

### Estrada
| Atleta            | Prova              | Tempo    | Posição   |
| ----------------- | ------------------ | -------- | --------- |
| Bárbara Santos    | Contrarelógio      | 15.39,61 | 58º lugar |
| Bárbara Santos    | Corrida de estrada | 1:15.50  | 74º lugar |
| Juliana Gonçalves | Contrarelógio      | 16.44,08 | 78º lugar |
| Juliana Gonçalves | Corrida de estrada | 1:20.20  | 75º lugar |
| Marta Esteves     | Contrarelógio      | 15.48,50 | 63º lugar |
| Marta Esteves     | Corrida de estrada | 1:07.57  | 53º lugar |

| Atleta            | Prova              | Tempo    | Posição   |
| ----------------- | ------------------ | -------- | --------- |
| Afonso Falcão     | Contrarelógio      | 13.28,09 | 42º lugar |
| Afonso Falcão     | Corrida de estrada | 1:16.05  | 24º lugar |
| Francisco Cardoso | Contrarelógio      | 13.38,63 | 57º lugar |
| Francisco Cardoso | Corrida de estrada | 1:16.05  | 20º lugar |
| Simão Pedrosa     | Contrarelógio      | 13.30,61 | 47º lugar |
| Simão Pedrosa     | Corrida de estrada | 1:16.04  | 11º lugar |

Legenda
| Recorde mundial            | Recorde mundial (World record)                     |                       | Recorde africano                      | Recorde africano (African) |                                           | Q | Classificado por posição (Qualified) |
| Recorde dos Jogos Europeus | Recorde dos Jogos Europeus (European Games record) | Recorde da América    | Recorde da América (Americas)         | q                          | Classificado por melhor tempo (Qualified) |   |                                      |
| Melhor marca do ano        | Melhor marca do ano (World leading)                | Recorde asiático      | Recorde asiático (Asian)              | DNS                        | Não largou (Did not start)                |   |                                      |
| Recorde nacional           | Recorde nacional (National record)                 | Recorde europeu       | Recorde europeu (European)            | DNF                        | Não terminou (Did not finish)             |   |                                      |
| Recorde pessoal            | Recorde pessoal do atleta (Personal best)          | Recorde da Oceania    | Recorde da Oceania (Oceania)          | DSQ / DQ                   | Desclassificado (Disqualified)            |   |                                      |
| Recorde da temporada       | Recorde da temporada do atleta (Season best)       | Recorde sul-americano | Recorde sul-americano (South America) | NM                         | Sem marca (No mark)                       |   |                                      |

### Montanha
| Atleta       | Prova | Tempo   | Posição   |
| ------------ | ----- | ------- | --------- |
| Inês Fonseca | XCO   | 1:05:39 | 15º lugar |

| Atleta        | Prova | Tempo   | Posição   |
| ------------- | ----- | ------- | --------- |
| Rafael Inácio | XCO   | 1:08:53 | 19º lugar |

Legenda
| Recorde mundial      | Recorde mundial (World record)               |                       | Recorde africano                      | Recorde africano (African) |                                           | Q | Classificado por posição (Qualified) |
| Recorde olímpico     | Recorde olímpico (Olympic record)            | Recorde da América    | Recorde da América (Americas)         | q                          | Classificado por melhor tempo (Qualified) |   |                                      |
| Melhor marca do ano  | Melhor marca do ano (World leading)          | Recorde asiático      | Recorde asiático (Asian)              | DNS                        | Não largou (Did not start)                |   |                                      |
| Recorde nacional     | Recorde nacional (National record)           | Recorde europeu       | Recorde europeu (European)            | DNF                        | Não terminou (Did not finish)             |   |                                      |
| Recorde pessoal      | Recorde pessoal do atleta (Personal best)    | Recorde da Oceania    | Recorde da Oceania (Oceania)          | DSQ / DQ                   | Desclassificado (Disqualified)            |   |                                      |
| Recorde da temporada | Recorde da temporada do atleta (Season best) | Recorde sul-americano | Recorde sul-americano (South America) | NM                         | Sem marca (No mark)                       |   |                                      |

## Ginástica

### Artística
A participação portuguesa em Osijek na Croácia inicia-se a 23 de julho de 2025. Portugal terá 2 atletas em competição, 0 do género masculino e 2 do género feminino. Os eventos serão realizados na Gradski vrt Hall, em Osijek. Este é a úinica modalidade a competir fora da Macedónia do Norte.
| Atleta                      | Evento     | Qualificação | Qualificação           | Qualificação | Qualificação | Qualificação | Final             | Final                  | Final             | Final             | Final             | Final             |
| Atleta                      | Evento     | Aparelho     | Aparelho               | Aparelho     | Aparelho     | Posição      | Aparelho          | Aparelho               | Aparelho          | Aparelho          | Total             | Posição           |
| Atleta                      | Evento     | Salto        | Paralelas Assimétricas | Trave        | Solo         | Posição      | Salto             | Paralelas Assimétricas | Trave             | Solo              | Total             | Posição           |
| --------------------------- | ---------- | ------------ | ---------------------- | ------------ | ------------ | ------------ | ----------------- | ---------------------- | ----------------- | ----------------- | ----------------- | ----------------- |
| Ema Oliveira                | All-around |              |                        |              |              |              | 12.150            | 9.550                  | 11.000            | 11.350            | 44.050            | 58º lugar         |
| Ema Oliveira                | Individual | 12.150       |                        |              |              | 46º lugar    | Não se qualificou |                        |                   |                   | Não se qualificou | Não se qualificou |
| Ema Oliveira                | Individual |              | 9.550                  |              |              | 65º lugar    |                   | Não se qualificou      |                   |                   | Não se qualificou | Não se qualificou |
| Ema Oliveira                | Individual |              |                        | 11.000       |              | 57º lugar    |                   |                        | Não se qualificou |                   | Não se qualificou | Não se qualificou |
| Ema Oliveira                | Individual |              |                        |              | 11.350       | 53º lugar    |                   |                        |                   | Não se qualificou | Não se qualificou | Não se qualificou |
| Núria Emídio                | All-around |              |                        |              |              |              | 12.050            | 10.450                 | 9.650             | 11.450            | 43.600            | 66º lugar         |
| Núria Emídio                | Individual | 12.050       |                        |              |              | 51º lugar    | Não se qualificou |                        |                   |                   | Não se qualificou | Não se qualificou |
| Núria Emídio                | Individual |              | 10.450                 |              |              | 40º lugar    |                   | Não se qualificou      |                   |                   | Não se qualificou | Não se qualificou |
| Núria Emídio                | Individual |              |                        | 9.650        |              | 84º lugar    |                   |                        | Não se qualificou |                   | Não se qualificou | Não se qualificou |
| Núria Emídio                | Individual |              |                        |              | 11.450       | 51º lugar    |                   |                        |                   | Não se qualificou | Não se qualificou | Não se qualificou |
| Ema Oliveira e Núria Emídio | Equipas    |              |                        |              |              |              |                   |                        |                   |                   | 87.650            | 25º lugar         |

Legenda
| Recorde mundial      | Recorde mundial (World record)               |                       | Recorde africano                      | Recorde africano (African) |                                           | Q | Classificado por posição (Qualified) |
| Recorde olímpico     | Recorde olímpico (Olympic record)            | Recorde da América    | Recorde da América (Americas)         | q                          | Classificado por melhor tempo (Qualified) |   |                                      |
| Melhor marca do ano  | Melhor marca do ano (World leading)          | Recorde asiático      | Recorde asiático (Asian)              | DNS                        | Não largou (Did not start)                |   |                                      |
| Recorde nacional     | Recorde nacional (National record)           | Recorde europeu       | Recorde europeu (European)            | DNF                        | Não terminou (Did not finish)             |   |                                      |
| Recorde pessoal      | Recorde pessoal do atleta (Personal best)    | Recorde da Oceania    | Recorde da Oceania (Oceania)          | DSQ / DQ                   | Desclassificado (Disqualified)            |   |                                      |
| Recorde da temporada | Recorde da temporada do atleta (Season best) | Recorde sul-americano | Recorde sul-americano (South America) | NM                         | Sem marca (No mark)                       |   |                                      |

## Judo
A participação portuguesa em Skopje na Macedónia do Norte inicia-se a 23 de julho de 2025. Portugal terá 9 atletas em competição, 3 do género masculino e 6 do género feminino. Os eventos serão realizados no Sport Center Jane Sandanski, em Skopje.
| Atleta             | Prova  | Ronda de 32            | Oitavos Final          | Quartos Final         | Repescagem            | Meias Finais          | Final / BM        | Final / BM   |
| Atleta             | Prova  | Adversário/ Resultado  | Adversário/ Resultado  | Adversário/ Resultado | Adversário/ Resultado | Adversário/ Resultado | Adversário        | Posição      |
| ------------------ | ------ | ---------------------- | ---------------------- | --------------------- | --------------------- | --------------------- | ----------------- | ------------ |
| Mariana Pereira    | -48 kg |                        | K. Grigorova D 1-0     | Não se qualificou     | Não se qualificou     | Não se qualificou     | Não se qualificou | 9º lugar     |
| Maria Xavier       | -52 kg | A. Maiseyenka V 100-0  | S. Cordova D 1-0       | Não se qualificou     | Não se qualificou     | Não se qualificou     | Não se qualificou | 9º lugar     |
| Rita Lourenço      | -57 kg |                        | M. Rusu D 0-111        | Não se qualificou     | Não se qualificou     | Não se qualificou     | Não se qualificou | 9º lugar     |
| Margarida Sabino   | -63 kg | Não competiu           | Não competiu           | Não competiu          | Não competiu          | Não competiu          | Não competiu      | Não competiu |
| Joana Moreira      | -70 kg | V. Ragauskaite V 0-100 | V. Tombou Kana D 12-00 | Não se qualificou     | Não se qualificou     | Não se qualificou     | Não se qualificou | 9º lugar     |
| Margarida Ferreira | +70 kg |                        | B. Toure D 101-00      | Não se qualificou     | Não se qualificou     | Não se qualificou     | Não se qualificou | 9º lugar     |

| Atleta            | Prova  | Ronda de 32           | Oitavos Final         | Quartos Final         | Repescagem            | Meias Finais          | Final / BM        | Final / BM |
| Atleta            | Prova  | Adversário/ Resultado | Adversário/ Resultado | Adversário/ Resultado | Adversário/ Resultado | Adversário/ Resultado | Adversário        | Posição    |
| ----------------- | ------ | --------------------- | --------------------- | --------------------- | --------------------- | --------------------- | ----------------- | ---------- |
| Afonso Reis       | -60 kg | M. Spicka D 1-11      | Não se qualificou     | Não se qualificou     | Não se qualificou     | Não se qualificou     | Não se qualificou | 17º lugar  |
| Guilherme Tavares | 73 kg  | L. Kodric D 11-111    | Não se qualificou     | Não se qualificou     | Não se qualificou     | Não se qualificou     | Não se qualificou | 17º lugar  |
| Bernardo Cunha    | -81 kg | A. Kikas D 0-11       | Não se qualificou     | Não se qualificou     | Não se qualificou     | Não se qualificou     | Não se qualificou | 17º lugar  |

| Atleta   | Prova   | Oitavos Final         | Quartos Final         | Repescagem            | Meias Finais          | Final / BM          | Final / BM |
| Atleta   | Prova   | Adversário/ Resultado | Adversário/ Resultado | Adversário/ Resultado | Adversário/ Resultado | Adversário          | Posição    |
| -------- | ------- | --------------------- | --------------------- | --------------------- | --------------------- | ------------------- | ---------- |
| Portugal | Equipas | Áustria D 4-1         | Não se qualificaram   | Não se qualificaram   | Não se qualificaram   | Não se qualificaram | 9º lugar   |

Legenda: V = Vitória; D= Derrota
Legenda
| Recorde mundial      | Recorde mundial (World record)               |                       | Recorde africano                      | Recorde africano (African) |                                           | Q | Classificado por posição (Qualified) |
| Recorde olímpico     | Recorde olímpico (Olympic record)            | Recorde da América    | Recorde da América (Americas)         | q                          | Classificado por melhor tempo (Qualified) |   |                                      |
| Melhor marca do ano  | Melhor marca do ano (World leading)          | Recorde asiático      | Recorde asiático (Asian)              | DNS                        | Não largou (Did not start)                |   |                                      |
| Recorde nacional     | Recorde nacional (National record)           | Recorde europeu       | Recorde europeu (European)            | DNF                        | Não terminou (Did not finish)             |   |                                      |
| Recorde pessoal      | Recorde pessoal do atleta (Personal best)    | Recorde da Oceania    | Recorde da Oceania (Oceania)          | DSQ / DQ                   | Desclassificado (Disqualified)            |   |                                      |
| Recorde da temporada | Recorde da temporada do atleta (Season best) | Recorde sul-americano | Recorde sul-americano (South America) | NM                         | Sem marca (No mark)                       |   |                                      |

A participação portuguesa em Skopje na Macedónia do Norte inicia-se a 21 de julho de 2025. Portugal terá 8 atletas em competição, 4 do género masculino e 4 do género feminino. Os eventos serão realizados na Piscina Olímpica de Skopje, em Skopje.
| Atleta           | Prova                  | Eliminatórias | Eliminatórias | Meias-Finais      | Meias-Finais      | Final             | Final             |
| Atleta           | Prova                  | Tempo         | Posição       | Tempo             | Posição           | Tempo             | Posição           |
| ---------------- | ---------------------- | ------------- | ------------- | ----------------- | ----------------- | ----------------- | ----------------- |
| Camila Marcelo   | 400m livres            | 4:30.21       | 20º lugar     |                   |                   | Não se qualificou | Não se qualificou |
| Camila Marcelo   | 800m livres            | 9:19.13       | 16º lugar     |                   |                   | Não se qualificou | Não se qualificou |
| Camila Marcelo   | 100m mariposa          | 1:06.86       | 28º lugar     | Não se qualificou | Não se qualificou | Não se qualificou | Não se qualificou |
| Camila Marcelo   | 200m mariposa          | 2:23.50       | 12º lugar Q   | 2:35.32           | 15º lugar         | Não se qualificou | Não se qualificou |
| Carolina Taveira | 50m livres             | 28.21         | 34º lugar     | Não se qualificou | Não se qualificou | Não se qualificou | Não se qualificou |
| Carolina Taveira | 100m costas            | 1:05.06       | 10º lugar Q   | 1:05.55           | 13º lugar         | Não se qualificou | Não se qualificou |
| Carolina Taveira | 200m costas            | 2:23.73       | 17º lugar Q   | 2:22.82           | 13º lugar         | Não se qualificou | Não se qualificou |
| Carolina Taveira | 100m mariposa          | 1:05.71       | 24º lugar     | Não se qualificou | Não se qualificou | Não se qualificou | Não se qualificou |
| Leonor Cardeal   | 200m estilos           | 2:31.02       | 33º lugar     | Não se qualificou | Não se qualificou | Não se qualificou | Não se qualificou |
| Leonor Cardeal   | 200m livres            | 2:11.42       | 33º lugar     | Não se qualificou | Não se qualificou | Não se qualificou | Não se qualificou |
| Leonor Cardeal   | 400m livres            | 4:37.48       | 25º lugar     |                   |                   | Não se qualificou | Não se qualificou |
| Matilde Carvalho | 50m livres             | 28.05         | 31º lugar     | Não se qualificou | Não se qualificou | Não se qualificou | Não se qualificou |
| Matilde Carvalho | 100m costas            | 1:07.60       | 28º lugar     | Não se qualificou | Não se qualificou | Não se qualificou | Não se qualificou |
| Matilde Carvalho | 200m costas            | 2:28.92       | 29º lugar     | Não se qualificou | Não se qualificou | Não se qualificou | Não se qualificou |
| Matilde Carvalho | 200m livres            | 2:15.01       | 42º lugar     | Não se qualificou | Não se qualificou | Não se qualificou | Não se qualificou |
| -                | Estafeta 4x100 estilos | DNS           | DNS           |                   |                   | DNS               | DNS               |
| -                | Estafeta 4x100 livres  | DNS           | DNS           |                   |                   | DNS               | DNS               |

| Atleta          | Prova                  | Eliminatórias | Eliminatórias | Meias-Finais      | Meias-Finais      | Final             | Final             |
| Atleta          | Prova                  | Tempo         | Posição       | Tempo             | Posição           | Tempo             | Posição           |
| --------------- | ---------------------- | ------------- | ------------- | ----------------- | ----------------- | ----------------- | ----------------- |
| David Almeida   | 100m bruços            | 1:06.97       | 13º lugar Q   | 1:06.00           | 6º lugar Q        | 1:06.06           | 7º lugar          |
| David Almeida   | 200m bruços            | 2:25.14       | 7º lugar Q    | 2:25.41           | 6º lugar Q        | DSQ               | DSQ               |
| Renato Mimoso   | 200m estilos           | 2:12.60       | 8º lugar Q    | 2:12.82           | 11º lugar         | Não se qualificou | Não se qualificou |
| Renato Mimoso   | 200m livres            | 1:57.99       | 11º lugar Q   | 1:57.56           | 10º lugar         | Não se qualificou | Não se qualificou |
| Renato Mimoso   | 400m livres            | 4:12.92       | 19º lugar     |                   |                   | Não se qualificou | Não se qualificou |
| Rodolfo Alecrim | 50m livres             | 23.60         | 2º lugar Q    | 23.42             | 2º lugar Q        | 23.46             | Bronze            |
| Rodolfo Alecrim | 100m livres            | 52.88         | 6º lugar Q    | 52.59             | 4º lugar Q        | 52.43             | Bronze            |
| Tomás Gonçalves | 100m bruços            | 1:09.53       | 24º lugar     | Não se qualificou | Não se qualificou | Não se qualificou | Não se qualificou |
| Tomás Gonçalves | 200m bruços            | 2:30.01       | 20º lugar     | Não se qualificou | Não se qualificou | Não se qualificou | Não se qualificou |
| Tomás Gonçalves | 200m estilos           | 2:18.75       | 24º lugar     | Não se qualificou | Não se qualificou | Não se qualificou | Não se qualificou |
| -               | Estafeta 4x100 estilos | DNS           | DNS           |                   |                   | DNS               | DNS               |
| -               | Estafeta 4x100 livres  | DNS           | DNS           |                   |                   | DNS               | DNS               |

| Equipa                                                                 | Prova                  | Eliminatórias | Eliminatórias | Final               | Final               |
| Equipa                                                                 | Prova                  | Tempo         | Posição       | Tempo               | Posição             |
| ---------------------------------------------------------------------- | ---------------------- | ------------- | ------------- | ------------------- | ------------------- |
| -                                                                      | Estafeta 4x100 estilos | DNS           | DNS           | DNS                 | DNS                 |
| Rodolfo Alecrim \| Renato Mimoso \| Leonor Cardeal \| Carolina Taveira | Estafeta 4x100 livres  | 3:52.63       | 16º lugar     | Não se qualificaram | Não se qualificaram |

Legenda
| Recorde mundial      | Recorde mundial (World record)               |                       | Recorde africano                      | Recorde africano (African) |                                           | Q | Classificado por posição (Qualified) |
| Recorde olímpico     | Recorde olímpico (Olympic record)            | Recorde da América    | Recorde da América (Americas)         | q                          | Classificado por melhor tempo (Qualified) |   |                                      |
| Melhor marca do ano  | Melhor marca do ano (World leading)          | Recorde asiático      | Recorde asiático (Asian)              | DNS                        | Não largou (Did not start)                |   |                                      |
| Recorde nacional     | Recorde nacional (National record)           | Recorde europeu       | Recorde europeu (European)            | DNF                        | Não terminou (Did not finish)             |   |                                      |
| Recorde pessoal      | Recorde pessoal do atleta (Personal best)    | Recorde da Oceania    | Recorde da Oceania (Oceania)          | DSQ / DQ                   | Desclassificado (Disqualified)            |   |                                      |
| Recorde da temporada | Recorde da temporada do atleta (Season best) | Recorde sul-americano | Recorde sul-americano (South America) | NM                         | Sem marca (No mark)                       |   |                                      |

A participação portuguesa em Skopje na Macedónia do Norte inicia-se a 21 de julho de 2025. Portugal terá 8 atletas em competição, 4 do género masculino e 4 do género feminino. Os eventos serão realizados na Faculty for physical education and sports - Dimche Mirchev, em Skopje.
| Equipa     | Prova | Ronda 32              | Oitavos Final         | Quartos Final         | Meias Finais          | Final / BM            | Final / BM |
| Equipa     | Prova | Adversário/ Resultado | Adversário/ Resultado | Adversário/ Resultado | Adversário/ Resultado | Adversário/ Resultado | Posição    |
| ---------- | ----- | --------------------- | --------------------- | --------------------- | --------------------- | --------------------- | ---------- |
| Ana Adrego | -55kg | A. Zhuk V 2-0         | N. Beckers D 2-1      | Não se qualificou     | Não se qualificou     | Não se qualificou     | 9º lugar   |

| Equipa         | Prova | Ronda 32              | Oitavos Final         | Quartos Final         | Meias Finais          | Final / BM            | Final / BM |
| Equipa         | Prova | Adversário/ Resultado | Adversário/ Resultado | Adversário/ Resultado | Adversário/ Resultado | Adversário/ Resultado | Posição    |
| -------------- | ----- | --------------------- | --------------------- | --------------------- | --------------------- | --------------------- | ---------- |
| Pedro Mendonça | -73kg |                       | N. Jakelaitis D 2-0   | Não se qualificou     | Não se qualificou     | Não se qualificou     | 9º lugar   |

Legenda: V = Vitória; D= Derrota
Legenda
| Recorde mundial            | Recorde mundial (World record)                     |                       | Recorde africano                      | Recorde africano (African) |                                           | Q | Classificado por posição (Qualified) |
| Recorde dos Jogos Europeus | Recorde dos Jogos Europeus (European Games record) | Recorde da América    | Recorde da América (Americas)         | q                          | Classificado por melhor tempo (Qualified) |   |                                      |
| Melhor marca do ano        | Melhor marca do ano (World leading)                | Recorde asiático      | Recorde asiático (Asian)              | DNS                        | Não largou (Did not start)                |   |                                      |
| Recorde nacional           | Recorde nacional (National record)                 | Recorde europeu       | Recorde europeu (European)            | DNF                        | Não terminou (Did not finish)             |   |                                      |
| Recorde pessoal            | Recorde pessoal do atleta (Personal best)          | Recorde da Oceania    | Recorde da Oceania (Oceania)          | DSQ / DQ                   | Desclassificado (Disqualified)            |   |                                      |
| Recorde da temporada       | Recorde da temporada do atleta (Season best)       | Recorde sul-americano | Recorde sul-americano (South America) | NM                         | Sem marca (No mark)                       |   |                                      |

A participação portuguesa em Skopje na Macedónia do Norte inicia-se a 22 de julho de 2025. Portugal terá 2 atletas em competição, 1 do género masculino e 1 do género feminino. Os eventos serão realizados na Partizan Sports Hall de Manapo, em Skopje.
| Equipa     | Prova      | Fase de Grupos (Grupo 4) | Fase de Grupos (Grupo 4) | Fase de Grupos (Grupo 4) | Fase de Grupos (Grupo 4) | Ronda de 32           | Oitavos de Final      | Quartos de Final      | Meias Finais          | Final / MB            | Final / MB |
| Equipa     | Prova      | Adversário/ Resultado    | Adversário/ Resultado    | Adversário/ Resultado    | Pos.                     | Adversário/ Resultado | Adversário/ Resultado | Adversário/ Resultado | Adversário/ Resultado | Adversário/ Resultado | Posição    |
| ---------- | ---------- | ------------------------ | ------------------------ | ------------------------ | ------------------------ | --------------------- | --------------------- | --------------------- | --------------------- | --------------------- | ---------- |
| Júlia Leal | Singulares | A. Laidinen V 3-0        | A. Patra V 3-0           | A. Achillides V 3-0      | 1º lugar Q               | A. ASP V 4-0          | D. Koliennioka D 2-4  | Não se qualificou     | Não se qualificou     | Não se qualificou     | 9º lugar   |

| Equipa           | Prova      | Fase de Grupos (Grupo 7) | Fase de Grupos (Grupo 7) | Fase de Grupos (Grupo 7) | Fase de Grupos (Grupo 7) | Ronda de 32           | Oitavos de Final      | Quartos de Final      | Meias Finais          | Final / MB            | Final / MB |
| Equipa           | Prova      | Adversário/ Resultado    | Adversário/ Resultado    | Adversário/ Resultado    | Pos.                     | Adversário/ Resultado | Adversário/ Resultado | Adversário/ Resultado | Adversário/ Resultado | Adversário/ Resultado | Posição    |
| ---------------- | ---------- | ------------------------ | ------------------------ | ------------------------ | ------------------------ | --------------------- | --------------------- | --------------------- | --------------------- | --------------------- | ---------- |
| Carlos Gonçalves | Singulares | A. Sejdiu V 3-0          | Y. Mor V 3-1             | J. Koivumaki D 2-3       | 2º lugar Q               | N. Matsko V 1-4       | N. Vitel D 4-3        | Não se qualificou     | Não se qualificou     | Não se qualificou     | 9º lugar   |

| Equipa                      | Prova | Ronda de 64           | Ronda de 32             | Oitavos de Final      | Quartos de Final      | Meias Finais          | Final / MB            | Final / MB |
| Equipa                      | Prova | Adversário/ Resultado | Adversário/ Resultado   | Adversário/ Resultado | Adversário/ Resultado | Adversário/ Resultado | Adversário/ Resultado | Posição    |
| --------------------------- | ----- | --------------------- | ----------------------- | --------------------- | --------------------- | --------------------- | --------------------- | ---------- |
| Júlia Leal Carlos Gonçalves | Pares |                       | Barbu/Lescinscaia D 1-3 | Não se qualificaram   | Não se qualificaram   | Não se qualificaram   | Não se qualificaram   | 33º lugar  |

Legenda: V = Vitória; D= Derrota
Legenda
| Recorde mundial      | Recorde mundial (World record)               |                       | Recorde africano                      | Recorde africano (African) |                                           | Q | Classificado por posição (Qualified) |
| Recorde olímpico     | Recorde olímpico (Olympic record)            | Recorde da América    | Recorde da América (Americas)         | q                          | Classificado por melhor tempo (Qualified) |   |                                      |
| Melhor marca do ano  | Melhor marca do ano (World leading)          | Recorde asiático      | Recorde asiático (Asian)              | DNS                        | Não largou (Did not start)                |   |                                      |
| Recorde nacional     | Recorde nacional (National record)           | Recorde europeu       | Recorde europeu (European)            | DNF                        | Não terminou (Did not finish)             |   |                                      |
| Recorde pessoal      | Recorde pessoal do atleta (Personal best)    | Recorde da Oceania    | Recorde da Oceania (Oceania)          | DSQ / DQ                   | Desclassificado (Disqualified)            |   |                                      |
| Recorde da temporada | Recorde da temporada do atleta (Season best) | Recorde sul-americano | Recorde sul-americano (South America) | NM                         | Sem marca (No mark)                       |   |                                      |